# Batman/TMNT Adventures
Batman/Teenage Mutant Ninja Turtles Adventures — ограниченная серия комиксов, состоящая из 6 выпусков, которую в 2016—2017 годах выпускали компании DC Comics и IDW Publishing после успеха их другого кроссовера о Бэтмене и Черепашках-ниндзя.

## Синопсис
О комиксе было объявлено в конце июля 2016 года на San Diego Comic-Con International. По сюжету несколько заключённых лечебницы Аркхем таинственным образом сбегают из неё, что в дальнейшем приведёт к встрече Бэтмена и Черепашек-ниндзя.

### Выпуски
| № | Дата выхода     | Кол-во страниц | Оценка на Comic Book Roundup    | Предполагаемый объём продаж (первый месяц) |
| - | --------------- | -------------- | ------------------------------- | ------------------------------------------ |
| 1 | 9 ноября 2016   | 22             | 8 из 10 на основе 17 рецензий   | 75 974, позиция в Северной Америке — 14    |
| 2 | 14 декабря 2016 | 22             | 7,4 из 10 на основе 10 рецензий | 38 524, позиция в Северной Америке — 65    |
| 3 | 25 января 2017  | 23             | 7,8 из 10 на основе 4 рецензий  | 27 921, позиция в Северной Америке — 99    |
| 4 | 24 февраля 2017 | 30             | 8 из 10 на основе 6 рецензий    | 24 927, позиция в Северной Америке — 94    |
| 5 | 22 марта 2017   | 31             | 8,2 из 10 на основе 5 рецензий  | 22 616, позиция в Северной Америке — 107   |
| 6 | 10 мая 2017     | 30             | 7,3 из 10 на основе 5 рецензий  | 23 210, позиция в Северной Америке — 114   |

### Сборники
| Название                                       | Дата выхода  | Собранный материал                                  | Кол-во страниц | ISBN              | Предполагаемый объём продаж (первый месяц) |
| ---------------------------------------------- | ------------ | --------------------------------------------------- | -------------- | ----------------- | ------------------------------------------ |
| Batman/Teenage Mutant Ninja Turtles Adventures | 18 июля 2017 | Batman/Teenage Mutant Ninja Turtles Adventures #1-6 | 144            | 978-1-63140-909-7 | 3 705, позиция в Северной Америке — 8      |

## Отзывы
На сайте Comic Book Roundup серия комиксов имеет оценку 7,8 из 10 на основе 47 рецензий. Джесс Шедин из IGN дал первому выпуску 6,5 балла из 10 и написал, что «проблема с созданием совершенно нового кроссовера заключается в том, что сценаристу Мэтью К. Мэннингу и художнику Джону Соммариве приходится начинать с нуля, когда дело доходит до объединения Тёмного рыцаря и Черепах». Второму выпуску он поставил 6,2 из 10, подчёркивая, что «решение так скоро заменить один кроссовер Бэтмена и Черепашек-ниндзя на другой сбивает с толку, и это, безусловно, не приносит серии никакой пользы». В Newsarama второму выпуску дали 6 баллов из 10 и отметили, что «с некоторым неуместным темпом и некоторыми неровными художественными работами, Batman/Teenage Mutant Ninja Turtle Adventures #2 кажется комиксом, который должен наверстать упущенное, что является несколько тревожным знаком, учитывая, как легко кроссовер с этими персонажами должен завоевать читателей».